# 苏萨里昂
苏萨里昂（英語：Susarion），约活动于公元前6世纪前后。古希腊抑扬格诗人之一， 古代的著作家称他为阿提卡的伊卡里亚人，除诗歌的创作外，他还擅常于戏剧的改革与创新，被认为是喜剧的创始人。

## 扩展阅读
- 本条目包含来自公有领域出版物的文本: Chisholm, Hugh (编).  (第11版). London: Cambridge University Press. 1911.